# Абстракції оператор
Абстра́кції опера́тор, оператор функціональної абстракції, ламбда-оператор (λ-оператор) — операція над виразами, яка дає змогу відрізняти функцію як абстрактний об'єкт від будь-якого елементу з інтервалу значень цієї функції; позначається символом λ з подальшим приписуванням змінних. Нехай, наприклад, φ є функцією двох змінних. Якщо немає потреби розрізняти цю функцію і довільний елемент з інтервалу її значень, то їх обох позначають однаково: φ (x, y). Користуючись λ-оператором, можна розрізняти:
- φ (x, y) — довільний елемент з інтервалу значень функції φ;
- λxφ (x, y) — сімейство функцій однієї змінної, залежне від параметра x;
- λxyφ (х, у) — функцію двох змінних, з яких x — перша, а y — друга;
- λyxφ (x, y) — функцію двох змінних, з яких першою є y, а другою x і т. д.

Ідею оператора абстракції висунув американський математик і логік А. Черч для перетворення висловлювань, пропозиційних функцій на складні імена абстрактних об'єктів (класів функцій) з метою усунення, зокрема, парадоксів найменування (див. Ім'я в логіці, Логічні операції, Абстракція). Теорію ламбда-перетворень (λ-конверсій) розглядають як частину комбінаторної логіки.